# 1761 Edmondson
1761 Edmondson tiểu hành tinh chính phát hiện vào ngày 30 tháng 3 năm 1952 bởi Chương trình tiểu hành tinh Indiana ở Đài thiên văn Goethe Link gần Brooklyn, Indiana. Nó được đặt theo tên nhà thám hiểm vũ trụ Frank K. Edmondson của Dại học Indiana.